# Le Sap
Le Sap är en kommun i departementet Orne i regionen Normandie i nordvästra Frankrike. Kommunen ligger i kantonen Vimoutiers som tillhör arrondissementet Argentan. År 2018 hade Le Sap 852 invånare.

## Befolkningsutveckling
Antalet invånare i kommunen Le Sap
| Referens: INSEE |